# Hats Off to (Roy) Harper
«Hats Off to (Roy) Harper» (с англ. — «Снимаю шляпу перед Роем Харпером») — блюзовая песня британской рок-группы Led Zeppelin с их третьего студийного альбома Led Zeppelin III.

## История
Песня написана в тот период, когда Плант и Пейдж перебрались в коттедж Bron-Yr-Aur в Уэльсе в начале 1970 года, чтобы немного передохнуть от изнурительного графика. Записана в Olympic Studios (Лондон), сведена в Island Studios.

## Описание
Композиция и текст являются попурри из известных блюзовых песен, в том числе «Shake 'Em on Down» Букки Уайта, «I Feel So Bad» Чака Уиллиса, «Travelling Riverside Blues» Роберта Джонсона и др., однако на оригинальной обложке альбома о песне было написано «народная, в аранжировке Чарльза Обскюра» (Чарльз Обскюр — это шуточный псевдоним Пейджа). Песня посвящена блюзовому певцу Рою Харперу, долгое время сотрудничавшему с Led Zeppelin. Он также известен исполнением вокальной партии в песне «Have a Cigar» из альбома Wish You Were Here группы Pink Floyd.
Харпер вспоминает:

Я пошёл в офис [Led Zeppelin] на Оксфорд-стрит, где были Питер Грант и Микки Мост. И однажды Джимми Пейдж был там и вручил мне новую пластинку. Я просто сказал спасибо и взял её под мышку. Джимми сказал: «Взгляни на неё». Ну я покрутил колёсико и снова взял под руку. Очень красиво и всё такое. Тогда он сказал «Взгляни же на неё!». И тут я обнаружил «Hats Off To (Roy) Harper». Я был очень тронут.
Оригинальный текст (англ.)I used to go up to [Led Zeppelin's] office in Oxford Street, where Peter Grant and Mickie Most would be. And one day Jimmy was up there and gave me the new record. I just said thanks and put it under my arm. Jimmy said "Look at it". So I twirled the little wheel around and put it back under my arm. Very nice and all that. So he went "Look at it!" Then I discovered Hats Off To (Roy) Harper. I was very touched.

Джимми Пейдж сказал о песне, что она посвящена всем тем людям, которые придерживаются своего мнения и имеют мужество не продаться.

## Участники
- Роберт Плант — вокал
- Джимми Пэйдж — слайд-гитара

## Концертные исполнения
«Hats Off to (Roy) Harper» исполнялась группой на концертах в попурри с песнями «How Many More Times» и «Whole Lotta Love», но отдельно и в целости никогда не исполнялась. Попурри с тяжёлыми песнями объясняется желанием группы получить более акустическое звучание ранних песен.